# Anwarul Chowdhury
Anwarul Karim Chowdhury (Daca, 4 de febrero de 1943) es un diplomático bangladeshí alto comisionado de la ONU para los países menos avanzados, los países en desarrollo sin litoral y pequeños estados insulares en desarrollo desde 2002, y es también miembro del gabinete del secretario general de las Naciones Unidas. 
Es licenciado en Historia y Relaciones Internacionales por la Universidad de Daca. Desempeñó como Bangladés Embajador de Chile , Nicaragua , Perú y Venezuela.
Dentro de las Naciones Unidas, ha representado permanente a Bangladés, ha sido presidente del Consejo de Seguridad de las Naciones Unidas, del consejo de administración de Unicef y coordinador de PMA.
Es secretario adjunto del Coordinación internacional para el Decenio.
- Datos: Q579414